# Riscos diversos
O ramo de Riscos Diversos visa atender necessidades específicas de cobertura não encontradas nos ramos tradicionais de seguros.
Desse modo, oferece várias modalidades e diversas coberturas para os riscos de perdas e danos materiais decorrentes de causa externa, exceto aqueles expressamente excluídos.

## Modalidades e coberturas

### Alagamento
Cobre as perdas e danos materiais ao imóvel e seu conteúdo (máquinas, equipamentos, móveis, utensílios, mercadorias e matérias-primas) decorrentes diretamente de alagamento ou entrada de água nos locais de risco, causado por aguaceiros, trombas d'água ou chuva, em conseqüência ou não de obstrução ou insuficiência de redes de esgotos, galerias de águas pluviais, desaguadouros e similares, bem como a água proveniente de ruptura de encanamentos, adutoras, canalizações ou reservatórios, desde que não sejam pertencentes ao local de risco, nem ao imóvel do qual este seja parte integrante.
Estão compreendidos neste seguro tanto o imóvel como o seu conteúdo (máquinas, equipamentos, móveis, utensílios, mercadorias e matérias-primas).
Constitui-se em um seguro proporcional, com cláusula de rateio, e a franquia é obrigatória. Opcionalmente pode ser contratado sem rateio (a primeiro risco absoluto).

### Derrame d'água
Cobre as perdas e danos materiais causados ao imóvel e seu conteúdo (máquinas, equipamentos, móveis, utensílios, mercadorias e matérias-primas), direta e exclusivamente por infiltração ou derrame de água ou outra substância líquida contida em instalações de chuveiros automáticos (sprinklers).
Constitui-se em um seguro com franquia obrigatória.

### Desmoronamento
Cobre as perdas e danos materiais causados ao imóvel e seu conteúdo (máquinas, equipamentos, móveis, utensílios, mercadorias e matérias-primas), pelo desmoronamento total ou parcial do imóvel, decorrente de qualquer causa exceto Incêndio, Raio e Explosão, salvo se o incêndio ou a explosão forem resultantes de convulsões da natureza (vendaval, terremoto, inundação). O desmoronamento parcial caracteriza-se se houver desmoronamento de viga, parede ou outro elemento estrutural.
Constitui-se em um seguro proporcional, com cláusula de rateio, sem franquia.
Requer inspeção prévia do risco por profissional especializado.

### Deterioração de mercadorias em ambientes frigorificados
Cobre a deterioração de mercadorias perecíveis armazenadas em câmaras frigoríficas, por danos provocados por defeito ou quebra acidental do sistema de refrigeração ou por falta de energia elétrica.
Requer a apresentação periódica de laudos de vistoria, por profissional especializado, que ateste as boas condições de uso e conservação dos equipamentos de refrigeração.
Constitui-se em um seguro com franquia obrigatória.

### Equipamentos
Cobre os danos decorrentes de causas externas a equipamentos:
- estacionários - máquinas industriais, comerciais ou agrícolas, instaladas em local determinado; ou
- móveis - máquinas e equipamentos localizados em canteiros de obras, locais de trabalho e durante a sua movimentação.

É possível ainda a cobertura a:
- Equipamentos arrendados ou cedidos a terceiros
- Equipamentos Cinematográficos, Fotográficos e de Televisão (em estúdios)
- Equipamentos Cinematográficos, Fotográficos e de Televisão(em estúdios e externas)
- Equipamentos em exposição (exceto transporte)
- Equipamentos em exposição (inclusive transporte)
- Equipamentos em operação sobre a água

Adicionalmente podem ser contratadas coberturas adicionais para os riscos de:
- Roubo e/ou furto qualificado;
- Danos elétricos;
- Perda de aluguel;
- Pagamentos de aluguel a terceiros;
- Operação em proximidade de água (exclusivamente para equipamentos móveis);
- Responsabilidade Civil por danos materiais e corporais (exclusivamente para equipamentos móveis);

### Instrumentos musicais e Equipamentos de Som
Cobre as perdas e danos materiais a instrumentos musicais e equipamentos de som, em depósito, em uso ou em trânsito.

### Inundação
Cobre as perdas e danos materiais ao imóvel e seu conteúdo (máquinas, equipamentos, móveis, utensílios, mercadorias e matérias-primas), diretamente decorrentes de inundação, provocada, exclusivamente, pelo aumento do volume de água de rios navegáveis e de canais alimentados naturalmente por esses rios.
Constitui-se em um seguro proporcional, com cláusula de rateio, e franquia obrigatória. Opcionalmente pode ser contratado sem rateio (a primeiro risco absoluto).

### Registros e Documentos
São considerados bens os registros em fitas e discos magnéticos e os documentos em geral (plantas, projetos, escrituras, etc.), exceto as mercadorias inerentes à atividade do segurado (como por exemplo fitas de vídeo para uma locadora de filmes).
Constitui-se em um seguro não-proporcional, sem rateio (a primeiro risco absoluto), e com franquia obrigatória.

### Roubo
Cobre os bens (máquinas, equipamentos, móveis, utensílios, mercadorias e matérias-primas) regularmente existentes no local de risco, contra o roubo e furto qualificado, assim como os prejuízos decorrentes do roubo ou furto qualificado, ou sua tentativa, aos bens segurados e ao imóvel (exceto a quebra de vidros).
Qualquer mercadoria ou objeto que não tenha relação direta com o ramo de atividade do segurado, ou que, mesmo tendo, tenha valor unitário superior a 5% da importância segurada total, necessita ser discriminada com verba própria.
Encontram-se expressamente excluídos os riscos de furto simples, apropriação indébita e desaparecimento inexplicável.
Constitui-se em um seguro não-proporcional, sem rateio (a primeiro risco absoluto). A responsabilidade da seguradora é limitada à importância segurada total.

### Terremoto, tremores de terra e maremoto
Cobre as perdas e danos materiais causados ao imóvel e seu conteúdo (máquinas, equipamentos, móveis, utensílios, mercadorias e matérias-primas), única e diretamente por terremoto, tremor de terra ou maremoto, excluídas quaisquer outras convulsões da natureza.
Constitui-se em um seguro proporcional, com cláusula de rateio, e franquia obrigatória. Opcionalmente pode ser contratado sem rateio.

### Tumultos, greves e "lockout"
Cobre os danos materiais causados ao imóvel e ao seu conteúdo (máquinas, equipamentos, móveis, utensílios, mercadorias e matérias-primas), decorrentes de tumultos, greves e "lockout".
Encontram-se expressamente excluídos os riscos de roubo, furto ou apropriação indébita e os de Quebra de Vidros.
É um seguro proporcional, sujeito a rateio.

### Valores
As coberturas são oferecidas nas modalidades:
- Valores no interior do estabelecimento segurado
- Valores em trânsito em mãos de portadores

São considerados como valores: dinheiro, joias, pedras e metais preciosos, ações, cheques, ordens de pagamento e demais papéis ou documentos que representem valores, exceto se qualquer desses bens forem mercadorias inerentes à atividade do segurado.
São cobertos os riscos de roubo, furto qualificado e destruição ou perecimento por causa externa. São expressamente excluídos os riscos de extorsão, furto simples, apropriação indébita, estelionato e infidelidade ou ato doloso de diretores, sócios, prepostos ou empregados do segurado.
As apólices podem ser contratadas por uma importância segurada definida ("a prêmio único"), ou para importâncias e períodos variáveis que serão informados à seguradora antes do início de cada risco ("por averbações").
Constitui-se em um seguro não-proporcional, sem rateio (a primeiro risco absoluto) e sem franquia.